# Carga de la Brigada Ligera

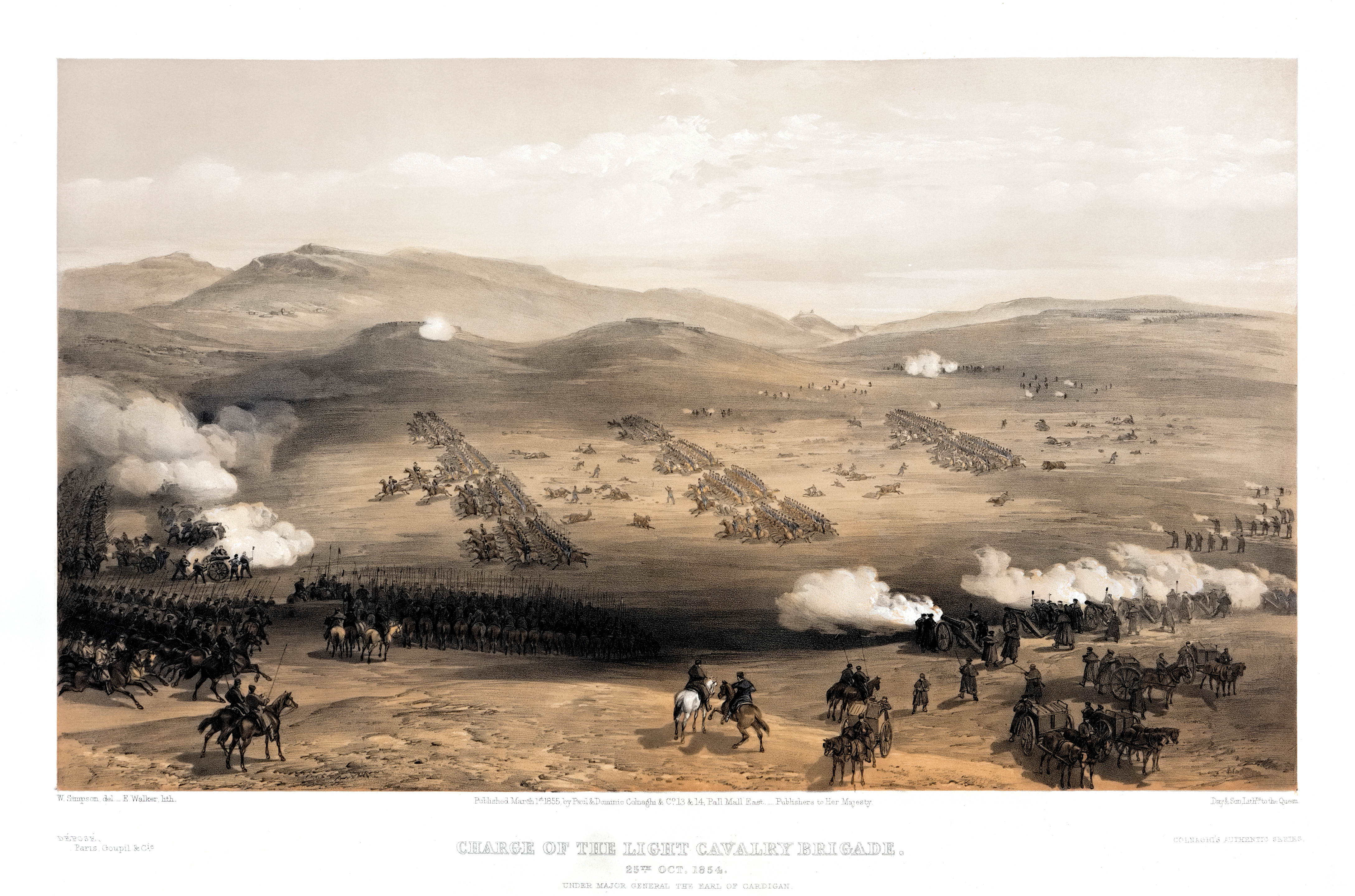
The Charge of the Light Brigade at Balaklava, por William Simpson (1855), ilustrando la carga en el «Valle de la muerte» desde la perspectiva rusa.

La carga de la Brigada Ligera fue una desastrosa carga de caballería británica, dirigida por lord Cardigan en el curso de la batalla de Balaclava el 25 de octubre de 1854 durante la Guerra de Crimea. Debido a una confusión en la comunicación de órdenes, la brigada atacó la posición enemiga equivocada y perdió más de la mitad de sus efectivos (entre muertos, heridos y prisioneros de 654 sólo 197 resultaron ilesos) a manos de los defensores rusos. Los supervivientes de la brigada lograron retirarse gracias a la intervención de una unidad de caballería francesa.
Esta carga ha pasado a la historia como un suceso mayor en la leyenda heroica del Reino Unido y también como un ejemplo de incompetencia militar.

## Acontecimientos
La carga fue llevada a cabo por la Brigada Ligera (o Liviana) de la caballería británica, formada por el 4.º y el 13.º Regimiento de Dragones Ligeros, el 17.º Regimiento de Lanceros, y el 8.º y el 11.º Regimiento de Húsares, a las órdenes del general lord Cardigan. Cargaron junto a la Brigada Pesada, formada por el 4.º Regimiento de Dragones irlandeses de la Guardia, el 5.º Regimiento de Dragones de la Guardia, el 6.º Regimiento de Dragones de Inniskilling y los Grises escoceses. Estas unidades eran las principales fuerzas de caballería británicas en el campo de batalla. El mando de la caballería recaía en lord Lucan.
Lucan recibió una orden del comandante en jefe del ejército, lord Raglan, que indicaba: «Lord Raglan desea que la caballería avance rápidamente hacia adelante, persiga al enemigo, e intente impedir que retire sus cañones. La artillería montada puede acompañarle. La caballería francesa se encuentra a su izquierda. Inmediato». Quien llevaba la orden era el capitán Nolan, que es posible que hubiera transmitido informaciones orales complementarias.
Como respuesta a la orden, Cardigan dirigió 673 (o 661) jinetes directamente a través del valle existente entre la colina de Fedyukhin y la de la calzada, el valle que más tarde el poeta Alfred Tennyson denominaría Valle de la muerte. Las tropas rusas, al mando de Pavel Liprandi, estaban formadas por aproximadamente veinte batallones de infantería con el apoyo de más de cincuenta piezas de artillería y varios regimientos de caballería (cosacos y húsares). Dichas fuerzas estaban desplegadas en ambos lados y al fondo del valle.
Aunque hay diversas interpretaciones, parece que la orden de Raglan quiso referirse a un grupo de reductos que habían tomado los rusos a los aliados turcos en las colinas Causeway que formaban el lado derecho del valle, mientras que en un fatal error Lucan habría entendido que la orden hacía referencia a la batería de cañones rusos existentes al fondo del valle, aproximadamente 1,5 km más lejos, que aunque no eran visibles desde las posiciones ocupadas por la División de Caballería, desplegada en el arranque del valle, sí que podían verse desde el puesto de mando de Raglan en las colinas Sapoune.
La brigada alcanzó el contacto con las fuerzas rusas del fondo del valle, y las obligó a huir del reducto. Sufrió algunas bajas, y fue rápidamente obligada a replegarse. Lucan fracasó en su misión de apoyar a Cardigan, y algunos sospechan que ello se debía a la animosidad que sentía contra su cuñado: la Brigada pesada alcanzó el valle, pero no avanzó más lejos. La caballería francesa, los Cazadores de África, fueron más eficaces, puesto que rompieron la línea rusa de la colina de Fedyukin y cubrieron a los supervivientes de la Brigada ligera durante su retirada. Como consecuencia de esta acción, tan valerosa como inapropiada, la Brigada ligera, compuesta por cinco regimientos de Dragones Ligeros, Lanceros y Húsares, fue casi totalmente destruida.
Cardigan "describió" (o más bien inventó) más tarde el combate en un discurso en Mansion House, en Londres, que fue recogido y ampliamente citado posteriormente en la Cámara de los Comunes:
«Avanzamos por una pendiente gradual de más de un kilómetro, las baterías vomitaban sobre nosotros obuses y metralla, con una batería a nuestra izquierda y una a nuestra derecha, y el espacio intermedio erizado de fusiles rusos; así cuando llegamos a 50 metros de la boca de los cañones que habían arrojado la destrucción sobre nosotros, estábamos, de hecho, rodeados por un muro de fuego, además del de los fusiles en nuestro flanco.
»Mientras ascendíamos la colina, el fuego oblicuo de la artillería caía sobre nuestra retaguardia, de tal modo que recibíamos un nutrido fuego sobre la vanguardia, los flancos y la retaguardia. Entramos en el espacio de la batería, la atravesamos, los dos regimientos en cabeza hiriendo un gran número de artilleros rusos al pasar. En los dos regimientos que tuve el honor de dirigir, cada oficial, con una única excepción, fue o bien herido, o muerto, o vio al caballo que montaba muerto o herido. Estos regimientos pasaron, seguidos por la segunda línea, formada por dos regimientos suplementarios, que siguieron con su deber de herir a los artilleros rusos.
»Después vino la tercera línea, formada por otro Regimiento, que completó la labor asignada a nuestra Brigada. Creo que ello se hizo con verdadero éxito, y el resultado fue que ese cuerpo, formado por tan sólo 670 hombres aproximadamente, logró atravesar la masa de la caballería rusa que —como hemos sabido posteriormente— disponía de 5240 hombres; y habiendo atravesado esta masa, dan la vuelta, como dice nuestra expresión técnica militar, "al fondo de todo", y se retiraron del mismo modo, provocando tantos daños como era posible en la caballería enemiga. De regreso a la colina de la que había partido el ataque, tuvimos que sufrir la misma mano de hierro y padecer el mismo riesgo de disparos de los tiradores en nuestro flanco que a la ida. Muchos de nuestros hombres fueron alcanzados, hombres y cabalgaduras resultaron muertos, y muchos de los hombres cuyas monturas murieron fueron masacrados cuando intentaban escapar.

»Pero, my lord, ¿cuál fue el sentimiento de estos valientes que regresaron a su posición, de cada regimiento del cual no retornó sino un pequeño destacamento, ya que dos tercios de los efectivos implicados en la acción se habían perdido? Creo que cada hombre que participó en este desastroso asunto de Balaklava, y que tuvo la bastante suerte como para seguir con vida, debe notar que fue solamente por un decreto de la Divina Providencia que escapó a la muerte más cierta que era posible concebir».

## Consecuencias

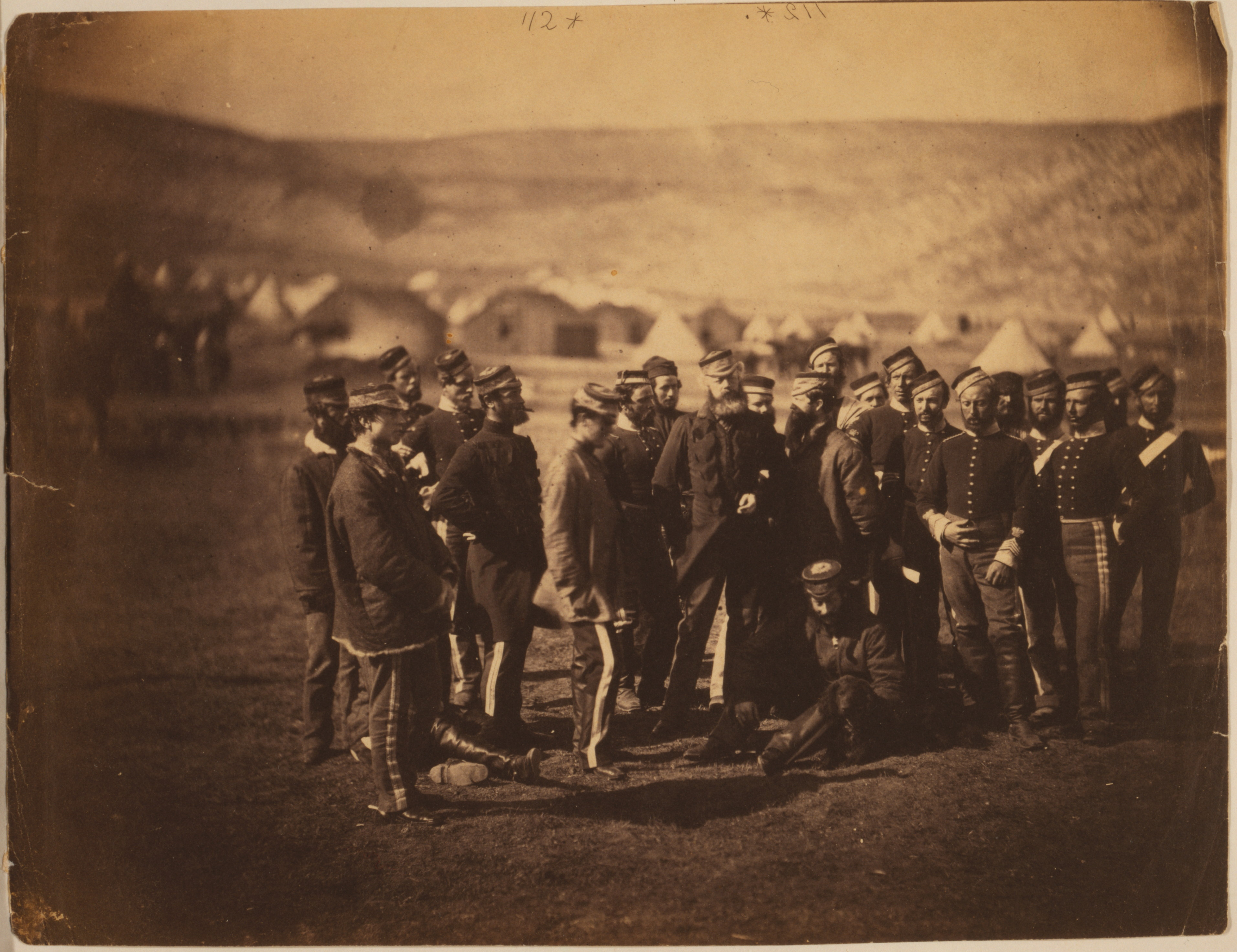
Oficiales y soldados supervivientes de la carga, pocos meses después de la batalla.

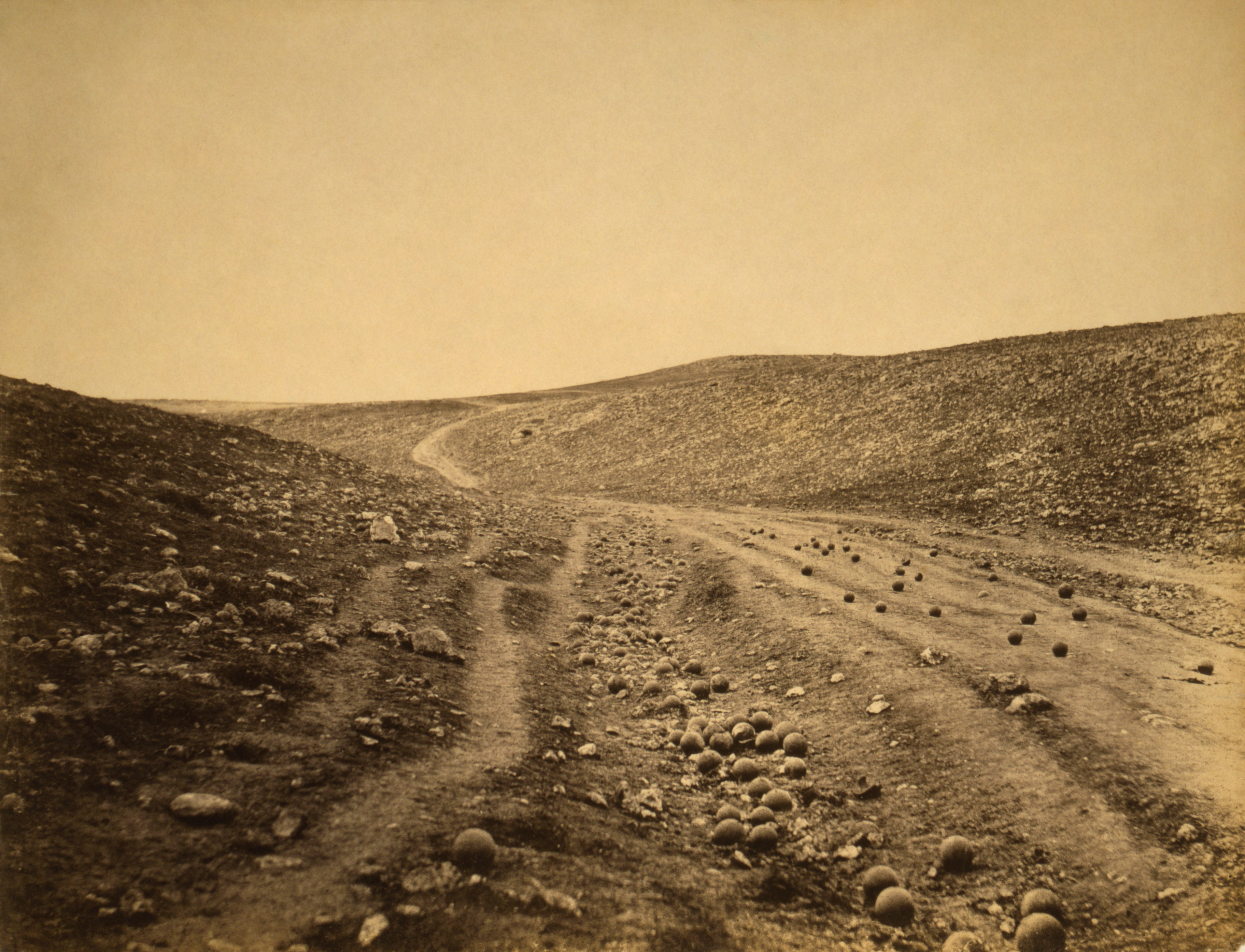
El «Valle de la muerte», donde la batalla tuvo lugar, fotografiado por Roger Fenton en 1855.

La futilidad de la acción y su bravura imprudente han hecho afirmar al general francés Pierre Joseph François Bosquet: «Es magnífico, pero eso no es la guerra». Se ha dicho que los jefes rusos creyeron al principio que los jinetes habían abusado de la bebida. Debido a los falsos informes y a una propaganda exacerbada, hay una extendidísima creencia acerca de un gran heroísmo en esta acción. Por lo que la reputación de la caballería británica mejoró notablemente a raíz de esta carga, aunque no puede decirse lo mismo de sus mandos.
La lentitud de las comunicaciones marítimas hace que las noticias del "desastre" no lleguen a conocimiento del público británico sino tres semanas más tarde. Los informes del frente de los jefes británicos se publican en una edición extraordinaria de la London Gazette el 12 de noviembre de 1854. Allí, Raglan denuesta a Lucan por la carga, declarando que «por su incomprensión de la orden de avance, el teniente general (Lucan) consideró que debía atacar a cualquier precio, y ordenó al mayor general Cardigan avanzar con la Brigada ligera».
En marzo de 1855, Lucan es llamado al Reino Unido. La carga se convierte en objeto de considerables controversias y de debates públicos a su regreso. Rechaza vigorosamente la versión de Raglan de los acontecimientos, tratándola de «imputación que ensombrece seriamente mi carácter profesional». En un intercambio público de correspondencia mantenida a través de las páginas del diario Times de Londres, Lucan apostrofa a Raglan y a su ayudante de campo (fallecido) Nolan, el mensajero de la orden contestada. Además, Lucan se defendió luego mediante un discurso en la Cámara de los Lores el 19 de marzo de ese año.
Lucan logró escapar a la reprobación por la carga, ya que es hecho miembro de la Orden del Baño en julio del mismo año. Incluso aunque ya no volvió jamás al servicio activo en el Ejército, ascendió a general en 1865 y fue nombrado mariscal el año inmediatamente anterior a su fallecimiento.

## Los poemas de Tennyson

### «La carga de la Brigada Ligera»
El poema de Alfred Tennyson, publicado el 9 de diciembre de 1854 en el diario The Examiner, glorifica a la brigada: «¿Cómo podría palidecer su gloria? ¡Oh, la salvaje carga que hicieron!», al tiempo que lamenta la triste futilidad de la carga: «Sin que los soldados lo supiesen, alguien se había equivocado (…) Cargando un ejército, cuando el mundo se pregunta». Tennyson escribió el poema algunos minutos después de haber leído un relato de la batalla en el Times. El poema alcanza rápidamente una enorme popularidad, inclusive entre las tropas de Crimea, a las que se les distribuye en forma de panfleto.
Se especula sobre si el poema se escribió para la glorificación de la brigada, o bien como un sutil mensaje sobre los horrores de la guerra.
Una grabación en audio de la lectura por Tennyson de su poema, grabada en 1890 sobre cilindro de cera, está disponible en línea.

#### Respuesta de Kipling
En 1881, Rudyard Kipling escribe una respuesta, titulada «El último de la Brigada Ligera», que intenta avergonzar al público británico describiendo las difíciles condiciones encontradas por los supervivientes de la Brigada ligera.

### La carga de la Brigada pesada
La acción más favorable de la Brigada pesada que tuvo lugar el mismo día es igualmente conmemorada por Tennyson en «La carga de la Brigada pesada», un poema escrito en 1882 a sugerencia de Alexander William Kinglake. Sin embargo, jamás alcanzó la popularidad del poema anterior.
El poema se centra en los «trescientos» de la Brigada pesada que participaron en la carga, es decir los Scots Greys y el 2º Escuadrón de los Inniskilling Dragons. El «Scarlett» del que se habla en el poema es sir James Yorke Scarlett, quien dirigió la carga. Ese mismo día, durante la guerra de Crimea (25 de octubre de 1854), tuvo lugar una acción del 93.er Regimiento inmortalizada como la «Delgada Línea Roja».

## En las artes
La carga de la Brigada Ligera ha sido representada en diferentes medios.

### Cine
- La primera película sobre la carga, The Charge of the Light Brigade, es un cortometraje dirigido por J. Searle Dawley y estrenado en 1912.
- La segunda, La carga de la Brigada Ligera (The Charge of the Light Brigade, 1936), dirigida por Michael Curtiz y con Errol Flynn, Olivia de Havilland y David Niven en los papeles principales, es una visión hollywoodense inspirada en el poema de Rudyard Kipling, imagen «mítica» del «imperialismo británico».
- La tercera, fuertemente crítica, La última carga, es de 1968 y fue dirigida por Tony Richardson, con John Gielgud, Trevor Howard y Vanessa Redgrave, y pretende ser auténtica, basada en las investigaciones de Cecil Woodham-Smith en The Reason Why (1953). Animaciones en el estilo contemporáneo del Punch Magazine y realizadas por Richard Williams conformaban una introducción de la película para informar a la audiencia estadounidense de la política británica. Esto contrastaba con la meticulosa dirección artística de Edwad Marshall y la cinematografía de David Watkin.
- En la película Un sueño posible (2009, escrita y dirigida por John Lee Hancock), Sean Tuohy, esposo de la tutora legal (interpretada por Sandra Bullock) del futuro profesional de la NFL Michael Oher (Quinton Aaron), hace referencia a dicho poema cuando Michael no sabe qué escrito elegir para hacer su redacción en literatura.

### Música
- El grupo psicodélico Pearls Before Swine grabó un disco titulado Balaclava, inspirado en los acontecimientos de la carga.
- El grupo de heavy metal Iron Maiden creó igualmente una canción sobre la carga, The Trooper, incluida en su disco Piece of Mind.[5] El videoclip de la canción contiene imágenes de la película de 1936 dirigida por Michael Curtiz.

### Libros
- George MacDonald Fraser utiliza la campaña de Crimea y la carga en su novela histórica en la serie de Flashman Flashman at the Charge.

### Otros
Un verso del poema es parafraseado en un mensaje criptográfico del almirante Chester Nimitz durante la batalla del Golfo de Leyte, que tuvo lugar el día del 90° aniversario de la carga.